# کریس د لیا
 کریستوفر ویلیام دِلیا (به انگلیسی: Chris D'Elia) یک استند اپ کمدین، بازیگر، نویسنده و مجری پادکست آمریکایی است. او بیشتر به دلیل ایفای نقش کِنی در سریال دکتر خوب و نقش هندرسون در سریال هیجانی تو شهرت دارد.

## اوایل زندگی
دلیا در سال ۱۹۸۰ در نیوجرسی متولد شد و پسر تهیه‌کننده تلویزیون و کارگردان بیل دِلیا و الی دِلیا (دکوراتور داخلی) است. او یک برادر کوچکتر از خود به نام مت دلیا دارد که فیلم‌ساز و بازیگر است. او متولد مونتکلیر، نیوجرسی است و در دوازده سالگی همراه با خانواده اش نقل مکان به (لس آنجلس، کالیفرنیا) کرد، او در دبیرستان لاکانیادا، کالیفرنیا تحصیل کرد و در سال ۱۹۹۸ فارغ‌التحصیل شد.

## حرفه
دِلیا بازیگری را از دوران دبیرستان شروع و در چند قسمت سریال تلویزیونی (Chicago Hope) به صورت مهمان بازی کرد.
او در دانشگاه نیویورک در رشته بازیگری ثبت نام کرد و بعد از یک سال درس خواندن به دلیل علاقه نداشتن به دانشگاه تحصیل را رها کرد. او مدتی بازیگری نمی‌کرد و شروع به فیلمنامه‌نویسی کرد، در ۲۵ سالگی، تصمیم گرفت تا استند آپ کمدین شود. دِلیا در سال ۲۰۰۶ شروع به استند آپ کرد و در کنار این کار بازیگری هم می‌کرد.
دِلیا یکی از سه میزبان (پادکست ۱۰ دقیقه) در سال ۲۰۱۲ تا ۲۰۱۵ همراه با برایان کالن و ویل ساسو بود، در سال ۲۰۱۷ او پادکست خودش یعنی (تبریک میگم) را شروع کرد که درحال حاضر جزو ۲۰ پادکست کمدی برتر در کشور آمریکا است.
دِلیا کمدین‌هایی مانند جیم کری، برایان کلن، ادی مورفی و میتزی شور را به عنوان اثرگذارترین افراد بر خودش معرفی می‌کند.
دِلیا در سال ۲۰۲۰ در ماه فوریه از به دنیا آمدن اولین فرزند خود که پسر است خبر داد.

## سینما

### فیلم‌ها
| سال  | عنوان                      | نقش             | یادداشت  |  |
| ---- | -------------------------- | --------------- | -------- |  |
| ۲۰۰۴ | Almost                     | مارک            |          |  |
| ۲۰۰۵ | Bad Girls from Valley High | گاوین           |          |  |
| ۲۰۰۵ | Crazylove                  | جیک             |          |  |
| ۲۰۱۲ | سلست و جس برای همیشه       | سفید برفی       |          |  |
| ۲۰۱۳ | Funny: The Documentary     | خودش            | مستند    |  |
| ۲۰۱۵ | گروه رفقا                  | اَدام            |          |  |
| ۲۰۱۶ | آغوش و بوسه                | نیل             |          |  |
| ۲۰۱۷ | Band Aid                   | امبر آزار دهنده |          |  |
| ۲۰۱۷ | The Female Brain           | چارلی           |          |  |
| ۲۰۱۷ | Little Evil                | وِین             |          |  |
| ۲۰۱۸ | نیمه جادو                  | ادوارد          |          |  |
| ۲۰۲۰ | ارتش مردگان                | مارتین          | پس تولید |  |
| ۲۰۲۰ | زندگی در یک سال            | فیل             |          |  |

### تلویزیون
| سال       | عنوان                   | نقش               | یادداشت                                         |
| --------- | ----------------------- | ----------------- | ----------------------------------------------- |
| ۱۹۹۶–۱۹۹۷ | Chicago Hope            | لوک ساریسون       | قسمت‌ها: "آرام آرام" و "عشق روی صخره ها"         |
| ۲۰۰۰      | Get Real                | دور انداختن       | قسمت‌ها: "گزینه هاً و "حذف"                       |
| ۲۰۰۴      | بوستون لیگال            | کوین کوینلان      | قسمت: "چشم برای یک چشم"                         |
| ۲۰۰۵      | American Dreams         | فیل ابزارین       | قسمت: "کالیفرنیا دریم" قسمت:                    |
| ۲۰۰۵      | مانک                    | کال گفسکی         | قسمت: "آقای راهب مست می‌شود"                     |
| ۲۰۱۰–۲۰۱۱ | Glory Daze              | بیل استانکوفسکی   | نقش اصلی                                        |
| ۲۰۱۱      | Workaholics             | Topher            | قسمت: "برای دوست داشتن یک دزد"                  |
| ۲۰۱۱–۲۰۱۳ | Whitney                 | الکس میلر         | نقش اصلی                                        |
| ۲۰۱۲      | Sullivan & Son          | رایان کاپس        | قسمت: "پنجمین تفنگدار"                          |
| ۲۰۱۳      | White Male. Black Comic | خودش              | ویژه تلویزیون                                   |
| ۲۰۱۳–۲۰۱۶ | Sanjay and Craig        | رمینگتون توفیلیپس | صداپیشه                                         |
| ۲۰۱۴      | Jennifer Falls          | آدم               | تکرار نقش                                       |
| ۲۰۱۴–۲۰۱۶ | Undateable              | دنی برتون         | نقش اصلی                                        |
| ۲۰۱۵      | Incorrigible            | خودش              | ویژه تلویزیون                                   |
| ۲۰۱۶      | Rush Hour               | بادی              | قسمت: "بازگشت خوش آمدید، کارتر"                 |
| ۲۰۱۶      | Typical Rick            | لوکی سادو         | قسمت‌ها: "Schmooze You Lose" و "Family Unbroken" |
| ۲۰۱۶      | مسابقه لب‌خوانی          | خودش              | قسمت: " برنت مورین در مقابل. کریس دلیا "        |
| ۲۰۱۷      | The Great Indoors       | آرون گرگ          | قسمت: "آرون گرگ"                                |
| ۲۰۱۷      | Man On Fire             | خودش              | ویژه تلویزیون                                   |
| ۲۰۱۷–۲۰۱۸ | دکتر خوب                | کنی               | تکرار نقش                                       |
| ۲۰۱۸      | Alone Together          | دین               |                                                 |
| ۲۰۱۸      | Follow the Leader       | خودش              | ویژه تلویزیون                                   |
| ۲۰۱۹      | Comedians of the World  | خودش              | قسمت: "کریس دی الیا"                            |
| ۲۰۱۹      | Huge in France          | خودش              |                                                 |
| ۲۰۱۹      | تو                      | هندرسون           | تکرار نقش (فصل 2)                               |

### وب
| سال       | عنوان                         | نقش  | یادداشت |
| --------- | ----------------------------- | ---- | ------- |
| ۲۰۱۲–۲۰۱۶ | پادکست ده دقیقه ای            | خودش | پادکست  |
| ۲۰۱۴–۲۰۱۷ | تجربه جو Rogan                | خودش | پادکست  |
| ۲۰۱۸–۲۰۱۹ | پادکست H3                     | خودش | پادکست  |
| ۲۰۱۸      | Tigerbelly                    | خودش | پادکست  |
| ۲۰۱۹      | کارشناس صندلی                 | خودش | پادکست  |
| ۲۰۱۶-حال  | The Fighter و The Kid         | خودش | پادکست  |
| ۲۰۱۷-حال  | با کریس دلیا تبریک می‌گویم     | خودش | پادکست  |
| ۲۰۱۸-حال  | این آخر هفته گذشته با تئو فون | خودش | پادکست  |
| ۲۰۲۰-حال  | The King و The Sting          | خودش | پادکست  |